# Georges Hostelet
Georges Hostelet (Chimay, 1875 — 1960) foi um físico belga.
Participou da 1ª e 2ª Conferência de Solvay.
- Commons